# Человеческий фактор
Челове́ческий фа́ктор — многозначный термин, описывающий возможность принятия человеком ошибочных или алогичных решений в конкретных ситуациях.
Конструкторы различной техники, устройств и т. п. стараются предусмотреть, не допустить и уменьшить последствия такого поведения человека. Термин используется в психологии, инжиниринге, индустриальном дизайне, статистике, эргономике и антропометрии.
Выражение человеческий фактор часто используется как объяснение причин катастроф и аварий, повлёкших за собой убытки или человеческие жертвы.

## Человеческий фактор как причина ошибочных действий
Любому человеку свойственны ограничения возможностей или ошибки. Не всегда психологические и психофизиологические характеристики человека соответствуют уровню сложности решаемых задач или проблем. Характеристики, возникающие при взаимодействии человека и технических систем, часто называют «человеческий фактор». Ошибки, называемые проявлением человеческого фактора, как правило, непреднамеренны: человек выполняет ошибочные действия, расценивая их как верные или наиболее подходящие.
Причины, способствующие ошибочным действиям человека, можно объединить в несколько групп:
- недостатки информационного обеспечения, отсутствие учёта человеческого фактора;
- ошибки, вызванные внешними факторами;
- ошибки, вызванные физическим и психологическим состоянием и свойствами человека;
- ограниченность ресурсов поддержки и исполнения принятого решения.

Отсутствие полной уверенности в успешности выполнения предстоящего действия, сомнения в возможности достижения цели деятельности порождают эмоциональную напряжённость, которая проявляется как чрезмерное волнение, интенсивное переживание человеком процесса деятельности и ожидаемых результатов. Эмоциональная напряжённость ведёт к ухудшению организации деятельности, перевозбуждению или общей заторможенности и скованности в поведении, возрастании вероятности ошибочных действий.
Степень эмоциональной напряжённости зависит от оценки человеком своей готовности к действиям в данных обстоятельствах и ответственности за их результаты. Появлению напряжённости способствуют такие индивидуальные особенности человека, как излишняя впечатлительность, чрезмерная старательность, недостаточная общая выносливость, импульсивность в поведении.
Источником ошибок может служить снижение внимания в привычной и спокойной обстановке. В такой ситуации человек расслабляется и не ожидает возникновения какого-либо осложнения. При монотонной работе иногда появляются ошибки, которые практически никогда не встречаются в напряжённых ситуациях.
Ошибки в выполнении тех или иных действий могут быть связаны с неудовлетворительным психическим состоянием человека. При этом у человека подавленное настроение, повышенная раздражительность, замедленность реакций, а иногда, наоборот, излишние волнение, суетливость, ненужная говорливость. У человека рассеивается внимание, возникают ошибки при выполнении необходимых действий, в особенности при неожиданных отказах оборудования или внезапных изменениях ситуации.
Причинами, способствующими появлению такого состояния, могут быть переживание какого-либо неприятного события, утомление, начинающееся заболевание, а также неуверенность в своих силах или недостаточная подготовленность к данному сложному или новому виду деятельности.
Причиной появления ошибок человека могут быть отсутствие или недостаточность информационной поддержки (специальные обработчики таких ситуаций в программном обеспечении, наглядные материалы и инструкции); особенно сильно эта проблема проявляется в экстремальных ситуациях и в условиях дефицита времени на принятие решения.
Человеческий фактор относится к ошибкам, которые человек совершает из-за своих ограничений, психологических и психофизиологических характеристик, особенно в сложных или неожиданных ситуациях.

## Человеческий фактор в авиации
В авиации человеческий фактор рассматривается как важнейшее условие, влияющее на уровень и определяющее состояние безопасности полётов любого рода летательных аппаратов. Человек представляет собой наиболее гибкий, способный к адаптации и важный элемент авиационной системы, однако и наиболее уязвимый с точки зрения возможности отрицательного влияния на его деятельность.
Согласно данным Международной организации гражданской авиации (ИКАО), в течение многих лет каждые три из четырёх авиационных происшествий происходили по причине человеческого фактора.
Принятые и принимаемые ИКАО меры способствовали сокращению общего числа авиационных происшествий, но их причинность остаётся прежней — не менее 80 % всех авиационных инцидентов, аварий и катастроф происходит из-за ошибочных и неправильных действий авиационного персонала как в воздухе, так и на земле.
Начиная с 1984 г., когда ИКАО выпустило первое издание «Руководства по предотвращению авиационных происшествий», человеческий фактор рассматривается как приоритетный в сфере обеспечения безопасности полётов. При этом особое внимание уделяется правильному восприятию ошибки как неизбежному условию в деятельности человека. За прошедшие тридцать лет «учение о человеческом факторе» дополнилось многочисленными деталями, методиками. Неизменным осталось одно — отсутствие чёткого и единого толкования феномена человеческого фактора в авиации, доступного к восприятию и принимаемого в авиационной среде, особенно среди пилотов.
Примеры авиакатастроф по причине человеческого фактора:
- Катастрофа A330 в Атлантике
- Авиакатастрофа в Кегворте